# Thomas Gann
Thomas William Francis Gann (13. května 1867, Murrisk Abbey, hrabství Mayo, Irsko – 24. února 1938 Londýn) byl irský lékař a amatérský archeolog zkoumající mayskou civilizaci.

## Životopis
Thomas Gann se narodil jako syn Williama Ganna z Whitstablu a Rosy Garvey z Murrisk Abbey. Vyrostl ve Whitstablu, kde jeho rodiče patřili ke společenské smetánce. (Somerset Maugham pojmenoval hrdinku knihy Cakes and Ale Rosie Gann). Studoval medicínu v Middlesexu.
V roce 1894 byl dosazen jako lékařský důstojník do Britského Hondurasu, kde strávil asi 25 let. Brzy se začal zajímat o místní mayské ruiny, které byly v té době ještě velmi málo zdokumentovány.
Za svými průzkumy cestoval i do Yucatánu.
Gann objevil řadu lokalit jako Lubaantun, Ichpaatun a Tzibanche. Publikoval první detailní popisy ruin Xunantunich a Lamanai. Uskutečnil prvotní průzkum v Santa Ritě, Louisville a Cobě. V Tulumu zdokumentoval stavby přehlédnuté předchozími průzkumníky. Našel zde i chrám s předkolumbovskou soškou bůžka.
Přednášel také na liverpoolské univerzitě.
O svých cestách a výzkumech napsal několik knih. Do důchodu odešel v roce 1923.